# Skifos
Skifos (grško σκύφος) je globoka skodelica za vino na nizkem podstavku ali brez njega in z dvema ročajema. Lahko sta vodoravno oblikovana in štrlita iz obroča (korintska in atenska oblika) ali pa sta ročaja zanki na platišču oziroma štrlita iz spodnjega dela trupa. Skifosi vrste  glaux ('sova') imajo en vododoraven in en navpičen ročaj.

## Primeri
Prvi skifosi so bili narejeni v geometričnem obdobju. Korintskim oblikam je sledil atenski slog. V daljšem obdobju so oblike ostale enake, slog okrasja pa se je spremenil.
Skifosi so bili narejeni tudi iz plemenitih kovin, ohranjeni so številni primerki iz srebra in zlata. Ena dobro ohranjenih je t. i. Warrenova skodelica, jajčasti skifos iz srebra, ki ga je opisal John Pollini. Gettyjev muzej hrani tudi rimski skifos iz prevlečenega stekla.

## Sodobna uporaba
Iz besede skyphos izvira znanstveno ime klobučnjakov (Scyphozoa), dobesedno "živali v obliki skodelice", in Sarcoscypha za rod škrlatnih gliv, ki imajo skodeličasto oblikovane trosnjake.